# Kačice (przystanek kolejowy)
Kačice – przystanek kolejowy w miejscowości Kačice, w kraju środkowoczeskim, w Czechach. Znajduje się na wysokości 395 m n.p.m.
Na przystanku nie ma możliwości zakupu biletów, a obsługa podróżnych odbywa się w pociągu. 

## Linie kolejowe
- 120 Praha - Kladno - Lužná u Rakovníka - Rakovník